# Huta Łaziska
Huta Łaziska S.A. – huta w Łaziskach Górnych
w województwie śląskim, wyspecjalizowana w produkcji żelazostopów. Jest największym w Polsce odbiorcą energii elektrycznej.
Huta rozpoczęła działalność wraz z elektrownią w 1917 roku z inicjatywy księcia pszczyńskiego. W 1920 roku rozpoczęła produkcję żelazostopów dla kopalń Górnego Śląska. Po nacjonalizacji w 1949 roku została odłączona od Elektrowni Łaziska i stała się osobnym przedsiębiorstwem. Pierwsza naukowa monografia zakładu powstała na Uniwersytecie Śląskim w 1976 pod kierunkiem dra Andrzeja Topola.
Huta Łaziska obecnie jest zarządzana przez spółkę RE ALLOYS sp z o.o.